# Henrietta Hill Swope
Henrietta Hill Swope (Saint Louis, 26 ottobre 1902 – Pasadena, 24 novembre 1980) è stata un'astronoma statunitense.
Lavorò con Walter Baade. Suo padre fu Gerard Swope.
Diede un contributo significativo alla determinazione della distanza della Galassia di Andromeda.

## Riconoscimenti
Nel 1968 ricevette l'Annie J. Cannon Award. In suo onore le è stato intitolato lo Swope Telescope dell'Osservatorio di Las Campanas in Cile. Le è stato dedicato anche un asteroide, 2168 Swope .